# Clasificación para la Copa Mundial de Clubes de la FIFA 2029
La Clasificación para la Copa Mundial de Clubes de la FIFA 2029 será el procos por el que se definirán los equipos participantes en dicho torneo.

## Equipos participantes
| Confederación                         | Equipo                                                                                  | Vía de clasificación |
| ------------------------------------- | --------------------------------------------------------------------------------------- | --- |
| África 4 cupos                        | Pyramids                                                                                | Campeón de la Liga de Campeones de la CAF (2024-25) Campeón de la Liga de Campeones de la CAF (2026-27) Campeón de la Liga de Campeones de la CAF (2026-27) Campeón de la Liga de Campeones de la CAF (2027-28) |
| Sudamérica 6 cupos                    | Bandera de ? · Bandera de ? · Bandera de ? · Bandera de ? · Bandera de ? · Bandera de ? | Campeón de la Copa Conmebol Libertadores (2025) Campeón de la Copa Conmebol Libertadores (2026) Campeón de la Copa Conmebol Libertadores (2027) Campeón de la Copa Conmebol Libertadores (2028) 1.er equipo no campeón mejor ubicado del Ranking Conmebol 2025-2028 2.º equipo no campeón mejor ubicado del Ranking Conmebol 2025-2028 |
| Asia 4 cupos                          | Al-Ahli                                                                                 | Campeón de la Liga de Campeones de la AFC (2024-25) Campeón de la Liga de Campeones de la AFC (2025-26) Campeón de la Liga de Campeones de la AFC (2026-27) Campeón de la Liga de Campeones de la AFC (2027-28) |
| Europa 12 cupos                       | Paris Saint-Germain                                                                     | Campeón de la Liga de Campeones de la UEFA (2024-25) Campeón de la Liga de Campeones de la UEFA (2025-26) Campeón de la Liga de Campeones de la UEFA (2026-27) Campeón de la Liga de Campeones de la UEFA (2027-28) 1.er equipo no campeón mejor ubicado del Ranking UEFA 2025-2028 2.º equipo no campeón mejor ubicado del Ranking UEFA 2025-2028 3.º equipo no campeón mejor ubicado del Ranking UEFA 2025-2028 4.º equipo no campeón mejor ubicado del Ranking UEFA 2025-2028 5.º equipo no campeón mejor ubicado del Ranking UEFA 2025-2028 6.º equipo no campeón mejor ubicado del Ranking UEFA 2025-2028 7.º equipo no campeón mejor ubicado del Ranking UEFA 2025-2028 8.º equipo no campeón mejor ubicado del Ranking UEFA 2025-2028 |
| Norte, Centroamérica y Caribe 4 cupos | Cruz Azul                                                                               | Campeón de la Copa de Campeones de la Concacaf (2025) Campeón de la Copa de Campeones de la Concacaf (2026) Campeón de la Copa de Campeones de la Concacaf (2027) Campeón de la Copa de Campeones de la Concacaf (2028) |
| Oceanía 1 cupo                        | Bandera de ?                                                                            | Campeón de la Liga de Campeones de la OFC mejor ubicado del Ranking OFC 2025-2028 |
| Por definir País anfitrión            | Bandera de ?                                                                            | Por definir |

## Cupos por confederación
En el año 2025, el Consejo de la FIFA aprobó la asignación de plazas para el torneo de 2029 con base en "un conjunto de métricas y criterios objetivos". La UEFA fue premiada con la mayoría de las plazas, con doce, mientras que la CONMEBOL recibió la segunda mayor cantidad con seis. AFC, CAF y CONCACAF recibieron cada una cuatro plazas, mientras que la OFC y el país sede recibieron una plaza cada uno.
- AFC: 4 cupos.
- CAF: 4 cupos.
- Concacaf: 4 cupos.
- Conmebol: 6 cupos.
- UEFA: 12 cupos.
- OFC: 1 cupo.
- País organizador: 1 cupo.

• el Consejo de la FIFA aprobó los principios clave de la lista de acceso para el torneo.